# Sigismundov steber
Sigismundov steber (poljsko Kolumna Zygmunta), prvotno postavljen leta 1644, stoji na Grajskem trgu v Varšavi na Poljskem in je ena najbolj znanih znamenitosti Varšave ter prvi posvetni spomenik v obliki stebra v sodobni zgodovini. Steber in kip spominjata na kralja Sigismunda III. Vaso, ki je leta 1596 preselil poljsko prestolnico iz Krakova v Varšavo. Je del zgodovinskega središča Varšave, ki je bilo leta 1980 uvrščeno na seznam svetovne dediščine UNESCO.
Na korintskem stebru, ki je bil nekoč iz rdečega marmorja in je visok 8,5 m, je postavljen kip kralja, visok 2,75 m, v arhaičnem oklepu. Sigismundov steber zdaj meri 22 m in ga krasijo štirje orli. Kralj je oblečen v oklep, v eni roki drži križ, v drugi pa meč.

## Zgodovina

### 17. stoletje
Steber, postavljen med letoma 1643 in 1644, je bil zgrajen po naročilu Sigismundovega sina in naslednika, kralja Vladislava IV. Vase. Zasnovala sta ga v Italiji rojeni arhitekt Constantino Tencalla in kipar Clemente Molli, ulil pa ga je Daniel Tym.
Sigismundov steber je bil zasnovan po vzoru italijanskih spomenikov v obliki stebrov pred baziliko Santa Maria Maggiore, postavljenih leta 1614 po načrtih Carla Maderna, in po vzoru Fokasovega stebra v Rimu. (Vladisav Vasa si je oba ogledal med svojim obiskom Rima leta 1625). Kralj je bil upodobljen v arhaičnem oklepu in bogato okrašenem kronanjskem oblačilu. Nosi krono, v desni roki drži sabljo, z levo roko pa podpira latinski križ, ki stoji na podstavku stebra. Desno nogo ima postavljeno na čelado, okrašeno z nojevim perjem, na monarhovih prsih pa je upodobljen Red zlatega runa.
Spomenik naj bi simboliziral kraljeve vrline in predstavljal tako posvetno kot sakralno naravo kraljeve oblasti. Postavitev stebra je služila predvsem političnim namenom, saj je poveličevala hišo Vasa in še bolj krepila kraljevo moč in vpliv. Zato je bil postavljen na trgu tik pred Krakovskimi vrati, takrat najpomembnejšo komunikacijsko potjo prestolnice.
Steber je bil slovesno odkrit 24. novembra 1644. To je izzvalo konflikt med kraljem Vladislavom IV. in papeškim nuncijem Mariom Filonardijem, ki sta protestirala proti dejstvu, da je na spomeniku upodobljena lik posvetne osebe. Tradicionalno so se na ta način lahko častile le figure Kristusa, Device Marije in svetnikov.
Leta 1681 je bil spomenik obdan z leseno ograjo, ki je bila kasneje nadomeščena s stalno železno ograjo.

### 18. in 19. stoletje
Marmorni steber je bil v naslednjih nekaj stoletjih večkrat obnovljen, najbolj opazno v letih 1743, 1810, 1821 in 1828. Leta 1854 je bil spomenik obdan z vodnjakom z marmornimi tritoni, ki jih je izklesal Nemec August Kiss.
Leta 1863 je bil steber ponovno obnovljen pod nadzorom arhitekta Józefa Orłowskega. Spomenik je še vedno potreboval delo in med letoma 1885 in 1887 je bil zamenjan z novim granitnim stebrom. Med letoma 1927 in 1930 je bil spomenik ponovno obnovljen in povrnjen v prvotno podobo, ko sta bila odstranjena vodnjak in ograja okoli njega.

### 20. stoletje
1. septembra 1944 so Nemci med Varšavsko vstajo porušili steber spomenika, njegov bronasti kip pa je bil močno poškodovan. Poškodovani kip so na saneh prepeljali v cerkev sv. Ane. Spomladi 1945 je bil razstavljen v Narodnem muzeju v Varšavi na razstavi z naslovom Varšava obtožuje (poljsko: Warszawa oskarża).
Leta 1945 je Henryk Golański ustanovil poseben odbor, katerega cilj je bil obnoviti spomenik. Kip je bil sčasoma popravljen in leta 1949 postavljen na nov steber, izdelan iz granita iz rudnika Strzegom, nekaj metrov od prvotnega mesta. Originalne razbite kose stebra je še vedno mogoče videti poleg kraljevega gradu. Leta 1965 je bil steber uradno vpisan v državni register zgodovinskih spomenikov. Istega leta je bil steber upodobljen na spominskem kovancu za 10 zlotov, ki ga je izdala Poljska narodna banka ob 700. obletnici Varšave.

## Napis
Na strani podstavka, ki je obrnjena proti Krakowskie Przedmieście, je plošča s temi besedami z najlepšimi črkami:
HONORI·ET·PIETATI

SACRAM STATVAM HANC SIGISMVNDO III VLADISLAVS IV NATURA AMORE GENIO FILIVS

ELECTIONE SERIE FELICITATE SVCCESSOR

VOTO ANIMO CVLTV GRATVS

PATRI PATRIAE PARENTI OPT MER ANNO DNI MDCXLIII PONI IVSSIT CVI IAM

GLORIA TROPHEVM POSTERITAS GRATITVDINEM

AETERNITAS MONVMENTVM POSVIT AVT DEBET.
Napis na bronasti plošči stebra (prevod):
»Kralj Sigismund III., na podlagi svobodne volitve kralj Poljske, na podlagi dedovanja, nasledstva in prava - kralj Švedske, v ljubezni do miru in slave prvi med kralji, v vojni in zmagah nikomur nič manjvreden, je vzel ujetniki carja in moskovskih poglavarjev, osvojil je prestolnico in dežele [Moskovsko], premagal rusko vojsko, ponovno osvojil Smolensk, zlomil moč Turčije blizu Hotina, vladal štiriinštirideset let, v štiriinštiridesetem kralju«